# Стефанець Володимир Богданович
Володимир Богданович Стефанець (нар. 29 січня 1964, с. Крогулець Гусятинський району Тернопільської області, Україна) — український публіцист, редактор, громадський діяч, член Національної спілки журналістів України (1986), заслужений журналіст України (2006).

## Життєпис
Закінчив Чернівецький національний університет імені Юрія Федьковича. У 1987—1989 рр. — кореспондент, завідувач відділу газети «Радянське життя» (м. Кіцмань Чернівецької області), з 1991-го — оглядач, редактор відділу політики і національного відродження газети «Молодий буковинець» (м. Чернівці).
У 1996 р. призначений на посаду начальника управління регіональної політики апарату Чернівецької обласної державної адміністрації.
З 1997 р. — заступник головного редактора обласної газети «Молодий буковинець».
З 1998-го — головний редактор обласної громадсько-політичної газети «Доба».
Член правління обласної організації НСЖУ.
Був власним кореспондентом газет «Регіон» та «День» у Чернівецькій області.